# Формули на Виет
Формулите на Виет изразяват зависимостите между коефициентите на даден полином и неговите корени. Формулите са наречени на името на Франсоа Виет (François Viète).
Нека е даден полином {\displaystyle P(x)=a_{0}+a_{1}x+\ldots +a_{n}x^{n}} с коефициенти {\displaystyle a_{0},a_{1},\ldots ,a_{n}} от някакво поле {\displaystyle F}
и корени {\displaystyle x_{1},x_{2},\ldots ,x_{n}} от {\displaystyle F} или от някое разширение {\displaystyle E} на {\displaystyle F}.
{\displaystyle P(x)=a_{0}+a_{1}x+\ldots +a_{n}x^{n}=a_{n}(x-x_{1})(x-x_{2})\ldots (x-x_{n}).}
Като приравним коефициентите пред съответните степени на {\displaystyle x}, получаваме:
{\displaystyle x_{1}+x_{2}+\ldots +x_{n}={-a_{n-1} \over a_{n}};}
{\displaystyle x_{1}x_{2}+x_{1}x_{3}+\ldots +x_{n-1}x_{n}={a_{n-2} \over a_{n}};}
{\displaystyle \ldots \ldots \ldots \ldots }
{\displaystyle x_{1}x_{2}\ldots x_{n}=(-1)^{n}{a_{0} \over a_{n}}}
Ако квадратно уравнение {\displaystyle ax^{2}+bx+c=0} има корени {\displaystyle x_{1}\!} и {\displaystyle x_{2}\!}, то за тях са в сила следните зависимости:
{\displaystyle x_{1}+x_{2}=-{\frac {b}{a}};}
{\displaystyle x_{1}x_{2}={c \over a}.}
Ако кубично уравнение {\displaystyle ax^{3}+bx^{2}+cx+d=0} има корени {\displaystyle x_{1}}, {\displaystyle x_{2}} и {\displaystyle x_{3}}, то за тях са в сила следните зависимости:
{\displaystyle x_{1}+x_{2}+x_{3}=-{\frac {b}{a}};}
{\displaystyle x_{1}x_{2}+x_{1}x_{3}+x_{2}x_{3}={\frac {c}{a}};}
{\displaystyle x_{1}x_{2}x_{3}=-{\frac {d}{a}}.}
Формулите на Виет важат както за реални, така и за комплексни корени и коефициенти. В случай че коефициентите и корените са реални числа, формулите на Виет дават възможност да се правят някои заключения за корените, без да се решава уравнението. Например при квадратно уравнение с реални коефициенти и корени, ако произведението на двата корена е отрицателно, то те имат различни знаци; а ако е положително, то те са с еднакви знаци (при това, ако коефициентите са реални числа и c/a < 0, то корените също са реални числа).
Съществува теорема, обратна на теоремата на Виет: ако две числа {\displaystyle x_{1}} и {\displaystyle x_{2}} изпълняват условията {\displaystyle x_{1}+x_{2}=-p} и {\displaystyle x_{1}x_{2}=q}, то тези числа са корени на уравнението {\displaystyle x^{2}+px+q=0}.